# Saksonia-Saalfeld
Księstwo Saksonii-Saalfeld (niem. Herzogtum Sachsen-Saalfeld) – księstwo Świętego Cesarstwa Rzymskiego powstałe w wyniku wydzielenia z pozostałych ziem linii ernestyńskiej dynastii Wettynów, istniejące od 1680 do 1735 roku. 

## Historia
Jan Ernest IV był dziesiątym dzieckiem Ernesta I Pobożnego i Elżbiety Zofii Sachsen-Altenburg. W 1675 roku po śmierci ojca Jan Ernest rządził księstwem Saksonii-Gotha-Altenburg początkowo wspólnie ze swoimi sześcioma starszymi braćmi, zgodnie z wolą ojca, lecz w 1680 roku bracia podzielili się ojcowską ziemią, więc Jan Ernest jako najmłodszy z nich był w posiadaniu najmniejszej części ziemi - Saksnoii-Saalfeld, oraz zarządzał miastami Gräfenthal, Probstzellą i Pössneck. Książę popadł w kłopoty finansowe, które skończyły się, w wyniku bezpotomnej śmierci Alberta V, księcia Sachsen-Coburg, w 1699 roku, Henryka, księcia Sachsen-Römhild, w 1710 roku i Chrystiana, księcia Sachsen-Eisenberg, w 1707 roku. Jan Ernest przejął po nich schedę.
Księstwa Saksonii-Coburg i Saksonii-Saalfeld w 1699 roku połączyły się jednak formalnie jedynie unią personalną. Księstwa zjednoczyły się ostateczne w 1735, tworząc księstwo Saksonii-Coburg-Saalfeld.

## Władcy (Herzöge)
- Jan Ernest IV (1675–1729)
- Christian Ernest (1729–1735) (syn)
- Franciszek Jozjasz (1729-1735) (brat)

1735 - oficjalne zjednoczenie z Saksonią-Coburg